# 현대 카운티
현대 카운티(Hyundai County)는 코러스의 후속 차량으로 현대자동차에서 1998년 3월 2일부터 출시한 현대의 준중형 버스다. 2002년 10월에 기아 콤비가 단종되어 2012년에 자일대우 레스타가 나오기 전까지 한동안 한국 유일의 준중형 버스였으나, 레스타를 만들었던 자일대우버스의 일방적인 폐업으로 인해 유일한 준중형 버스 차종이다.

## 1세대(CS/CN)

### 카운티 (CS,1998년3월~2004년10월)
코러스 후속으로 출시된 모델이다. 1998년부터 2004년까지 생산되었다.
주로 마을버스, 통학버스, 관광버스, 이동식 도서관, 장애인 이동 차량, 구급차 등으로도 쓰인다. 2002년은 휠캡이 변경되었고, 2004년 유로3 기준을 갖춘 기존 카운티의 업그레이드 모델 "e-카운티"가 출시되었다.

### e-카운티 (CS,2004년10월~2007년12월)
기존 카운티의 외형이 약간 변경되어 출시된 모델이다. 2004년부터 2007년까지 생산되었다.
중국에서는 중고가 상용차 브랜드인 치도 트럭에서 이름만 같고 다른 차종인 e-카운티를 판매하고 있다.
2004년 10월 유로3 기준을 갖춘 카운티의 업그레이드 모델이다. 기존 카운티와의 변동사항은 조수석쪽 창문 배열이 기존 전면식 배열에서 2번째 유리창이 쪽창으로 분리되었고, 1번째 유리창은 1/2로 나뉘었다. 폰트가 county에서 e-county로 변경되었다.

### e-카운티 페이스리프트 (CN,2008년1월~2012년5월)
기존 e-카운티의 외형이 대폭 변경되어 출시된 모델이다. 2008년부터 2012년까지 생산되었다.
기존의 e-카운티의 페이스리프트와 엔진교체 모델로 출시하였고, 엔진이 새로 개발된 3.9리터 F엔진으로 변경과 동시에 전면 램프와 그릴이 변경되었고, 그외의 변동사항은 거의 없다.

### 뉴 카운티 (CN,2012년5월~2020년6월)
기존 e-카운티 페이스리프트의 외형과 성능이 변경되어 출시된 모델이다. 2012년부터 2020년까지 생산되었다.
현대 뉴 카운티(Hyundai New County)는 현대 e-카운티 F/L의 업그레이드 모델 차량으로 2012년 5월에 열렸던 2012 부산모터쇼에 출시된 차종이다. 기존 e-카운티 F/L에서의 변동사항은 폰트가 "e county"에서 "new county"로 변경되었고, 2012년 부산모터쇼에서 출시된 대우버스의 경쟁 모델 레스타를 경쟁하기 위하여 독립 현가장치를 전륜에 장착하였다. 후륜은 장착하지 않았다. 엔진도 기존 F160엔진에서 F170엔진으로 업그레이드가 되었고, 대한민국 준중형급 버스 최초로 앨리슨제 6단 자동변속기가 들어갔다.(장축형에만 적용할 수 있다.) 이외 변동사항은 전면 라디에이터 그릴이 크롬도금으로 업그레이드가 되었고, 수동변속기가 크롬 디자인으로 변경, 10홀 알루미늄 휠(슈퍼이상 옵션), (기본으로 쓰고 있는 것은 5홀 5핀 알루미늄 휠이다. 다만 해당 휠은 10홀 5핀이다.) 운전석, 조수석에 기존 수동 유리창 파워 윈도우 옵션 추가(슈퍼이상 옵션), 블랙아이쉐도우 적용, 연료주입구, 원격개폐 등으로 변경되었고, 2014년식부터는 마을버스 옵션 차량의 바닥재가 기본 내장제에서 프랑스산 타라메트로 변경 기본 적용되었고, 손잡이 기둥이 노란색에서 주황색으로 변경되었다. 그리고 2015년부터 유로 6 기준에 맞춘 F170 엔진, 우레아 탱크, 사이드 마커램프, 루프온 에어컨 등이 추가되었고, 5홀 5핀 스틸휠에서 6홀 6핀으로 변경되었다가 2015년 4월에 열렸던 2015 서울모터쇼에 출품된 프리미엄투어 트림이 추가되었다. 슈퍼이상 스틸휠 선택시에는 휠캡을 적용하나 슈퍼이상 알루미늄휠 선택시에는 휠캡을 미적용한다. 그리고 2015년 12월은 승객석 LED실내등은 무드등이 추가되었고, 색상이 코발트블루, 제이드투톤, 제이드원톤 등 색상이 없어졌고, 연료 주입구와 요소수 주입구에 연료명과 요소수를 각각 표기된 2016년형이 출시되었고, 2019년은 출입문에 초음파 센서가 장착되었다. 2020년 6월은 F/L모델인 카운티 뉴 브리즈가 출시되어 단종되었다.

### 카운티 뉴 브리즈 (2020년6월~현재)
2020년 6월에 페이스리프트를 거쳐 출시되었고, 실내는 대시보드가 현대 유니버스와 유사하게 변했다. 그리고 전기버스 사양이 추가되었다.
버튼 시동 스마트키가 적용되었고, 스티어링 휠이 현대 YF 쏘나타와 동일한 것으로 변경되었다. 주로 마을버스와 어린이 통학용으로 이용되어 안전 장비들이 많이 적용되었고, 차량 자세 제어 장치, 4륜 디스크 브레이크, 어린이 시트, 안전벨트, 차량 후방 비상도어(어린이 버스 용) 등이 적용된다. 이외에도 로우백 플라스틱 시트, 7인치 LCD 클러스터, 버튼식 기어 레버 등이 적용되었고, 디젤 차량에 비해 연료비를 1/3 수준까지 절감할 수 있다고 한다. 기존 롱바디보다 더 긴 초장축형 모델이 추가되었다.
일렉트릭 모델은 128kWh 배터리가 탑재되어 1회 충전 시 200km를 주행할 수 있다. 완충까지 1시간 12분 정도 소요된다. 그리고 스티어링 휠은 디젤 모델과는 달리 2020년형 현대 포터와 공유한다. 일렉트릭 모델은 배터리 공간의 문제로 디젤사양과 달리 출입문 2도어를 적용할 수가 없다. 시내버스에서는 대진여객이 전국 최초로 카운티 뉴 브리즈 전기버스 모델을 도입했다.
후면에 트윈 스윙 도어가 생겼는데, 이 스윙 도어는 비상 탈출문이다. 단, 리무진과 투어 사양에는 트윈 스윙식 비상문이 적용되지 않는다.

## 라인업
- 단축(61911999C-B~D)
  - LC-B(15인승) : 자가용(슈퍼) / 영업용(슈퍼) / 마을버스(디럭스)
  - LC-C(25인승) : 자가용(스탠다드/디럭스/슈퍼) / 영업용(슈퍼)
  - LC-D(34인승) : 어린이버스(디럭스)

- 장축(LC-G~L)
  - LC-G(12인승) : 자가용(2도어/리무진) / 마을버스(3도어/디럭스)
  - LC-H(15인승) : 자가용(리무진) / 렌터카(투어) / 마을버스(디럭스)
  - LC-I(16인승) : 영업용(투어/프리미엄 투어)
  - LC-J(25인승) : 자가용(슈퍼/하이슈퍼/골드) / 영업용(슈퍼/하이슈퍼/골드)
  - LC-K(29인승) : 자가용(슈퍼/골드) / 영업용(슈퍼)
  - LC-L(39인승) : 어린이버스(디럭스)

## 갤러리

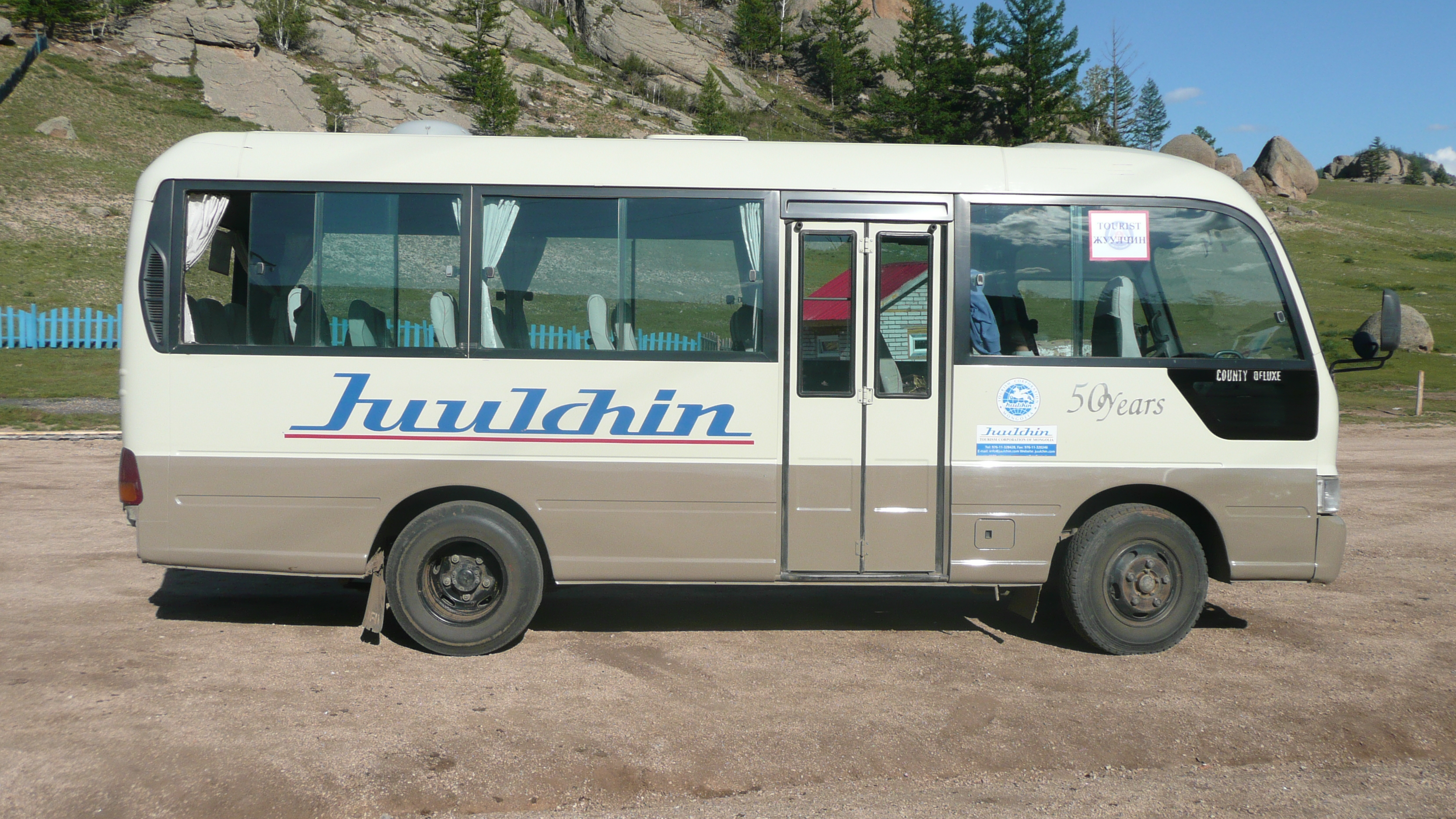
현대 카운티 측면
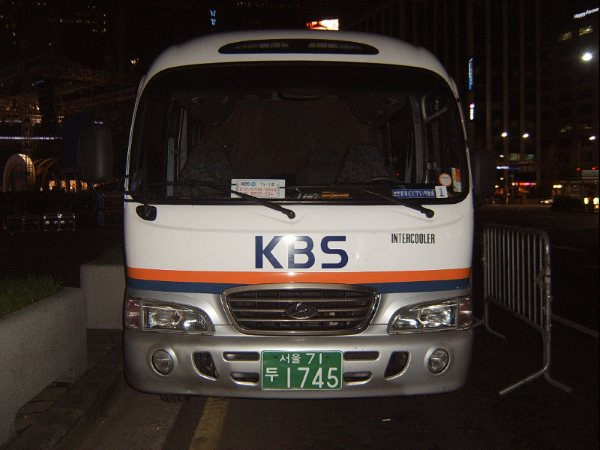
KBS 방송 중계용 차량(퇴역)
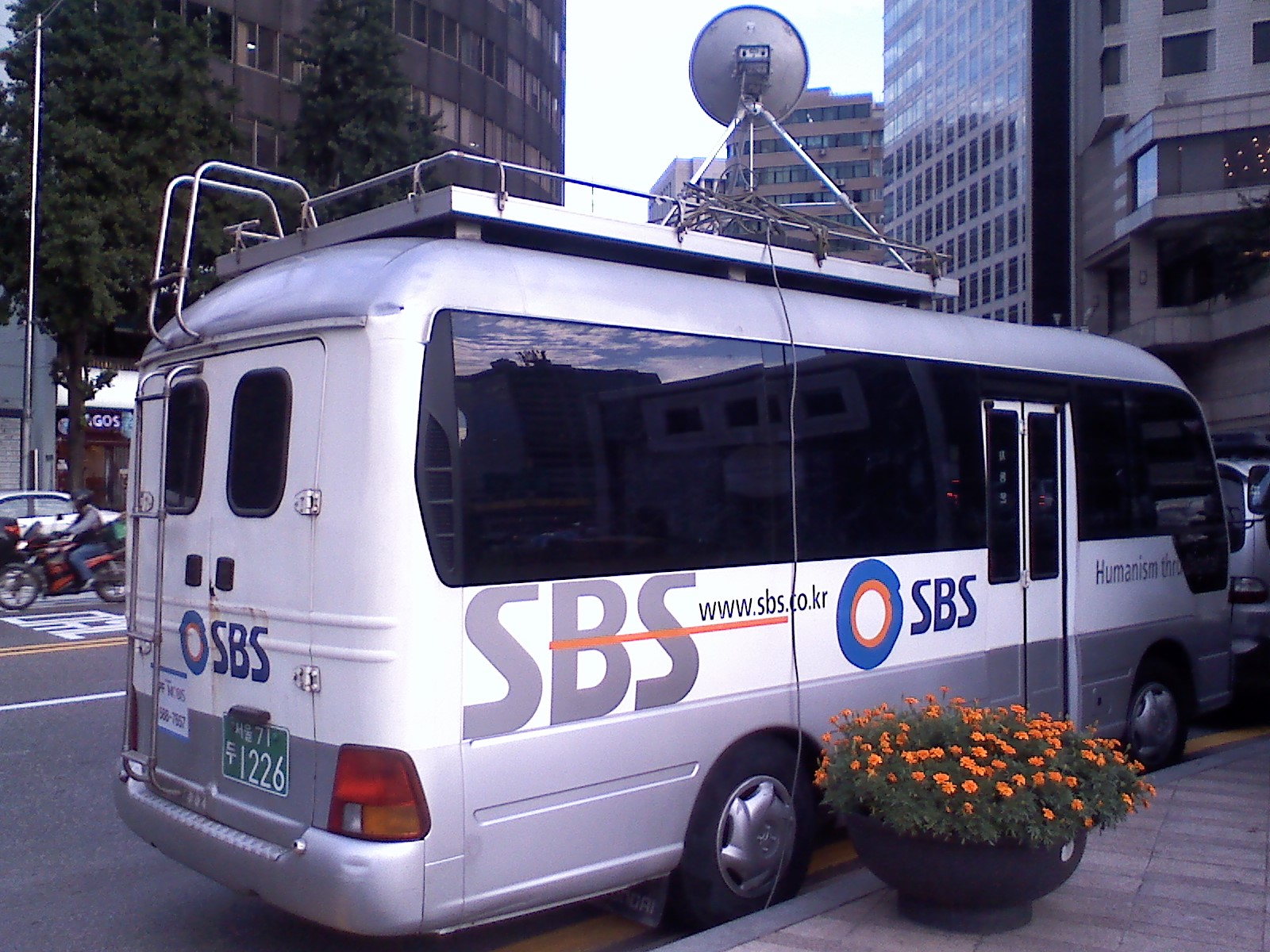
SBS 방송 중계용 차량(퇴역)
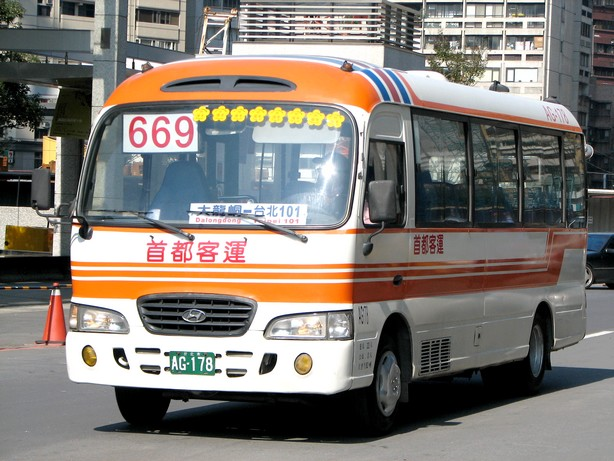
타이베이의 시내버스
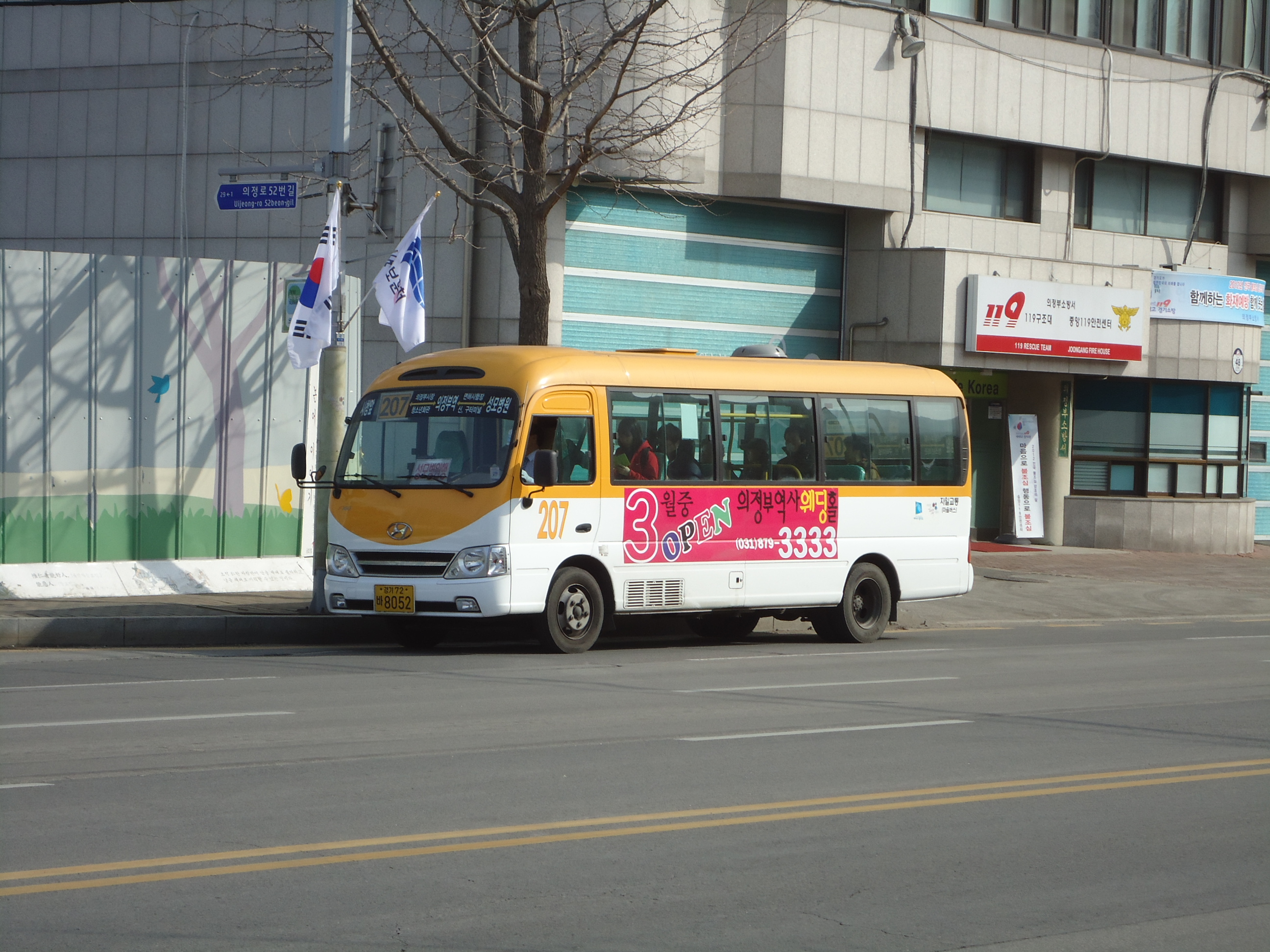
자일교통 207번 e-카운티 디럭스 F/L(퇴역)
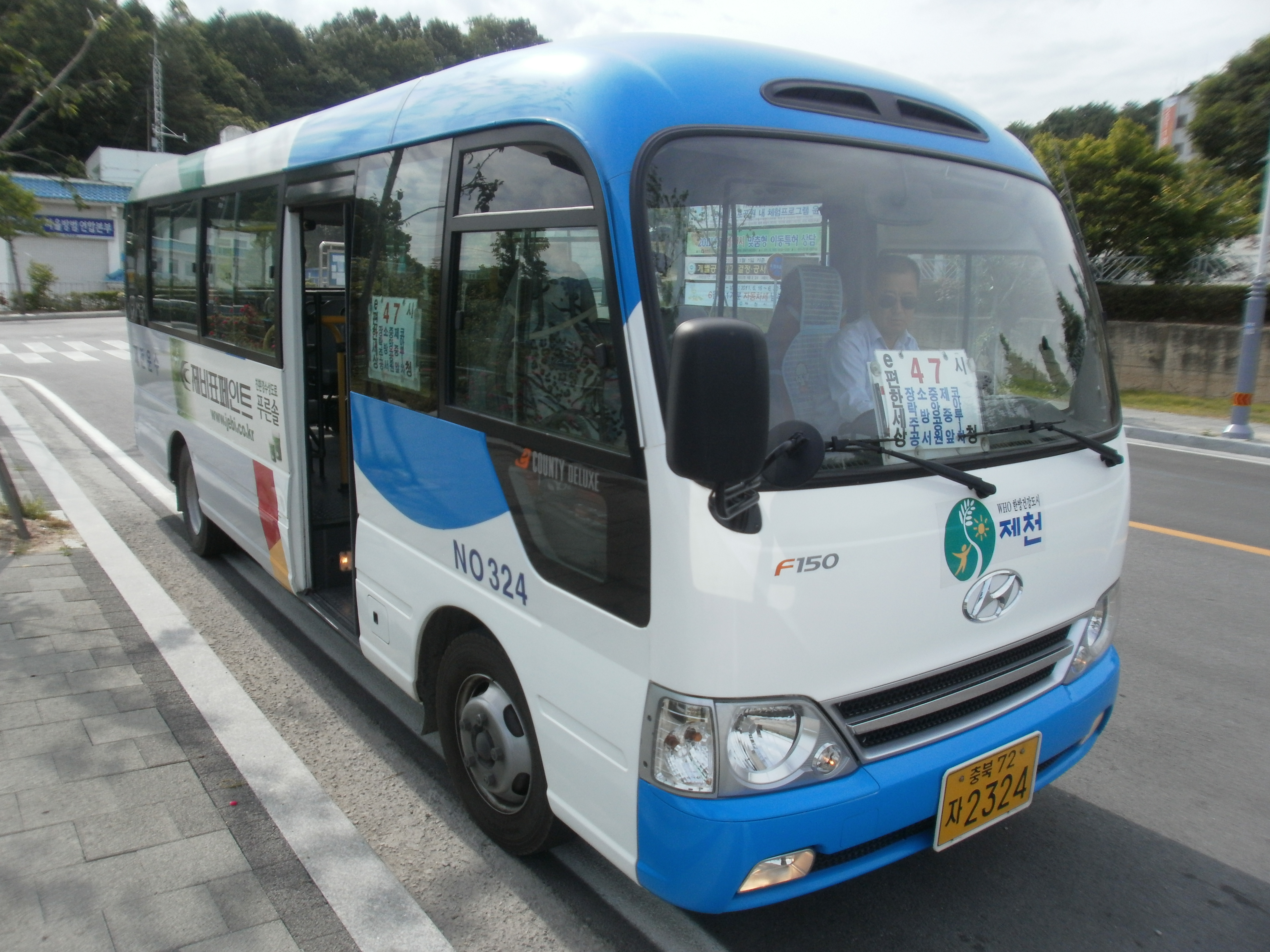
제천시내버스(퇴역)
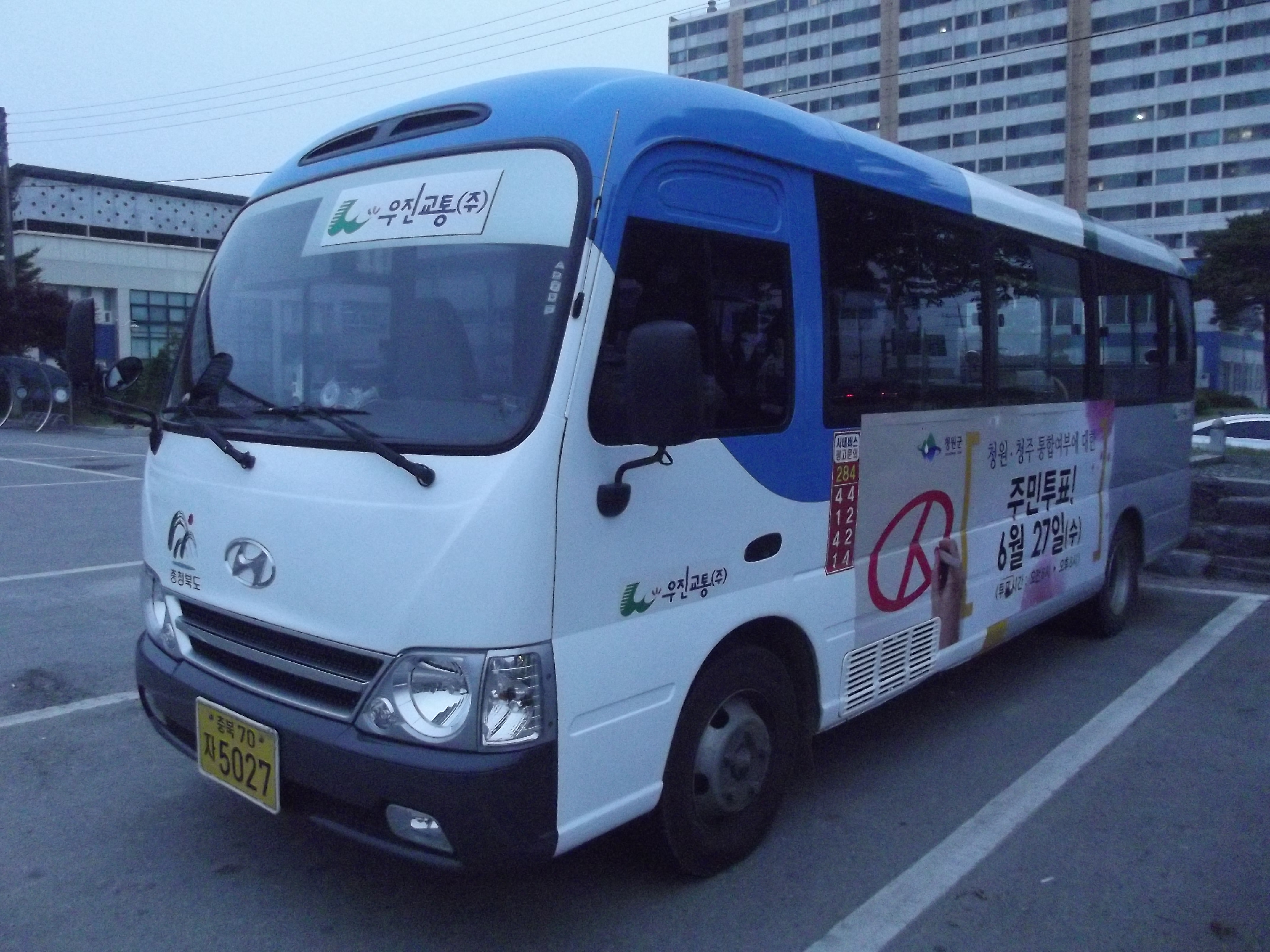
청주시내버스(퇴역)
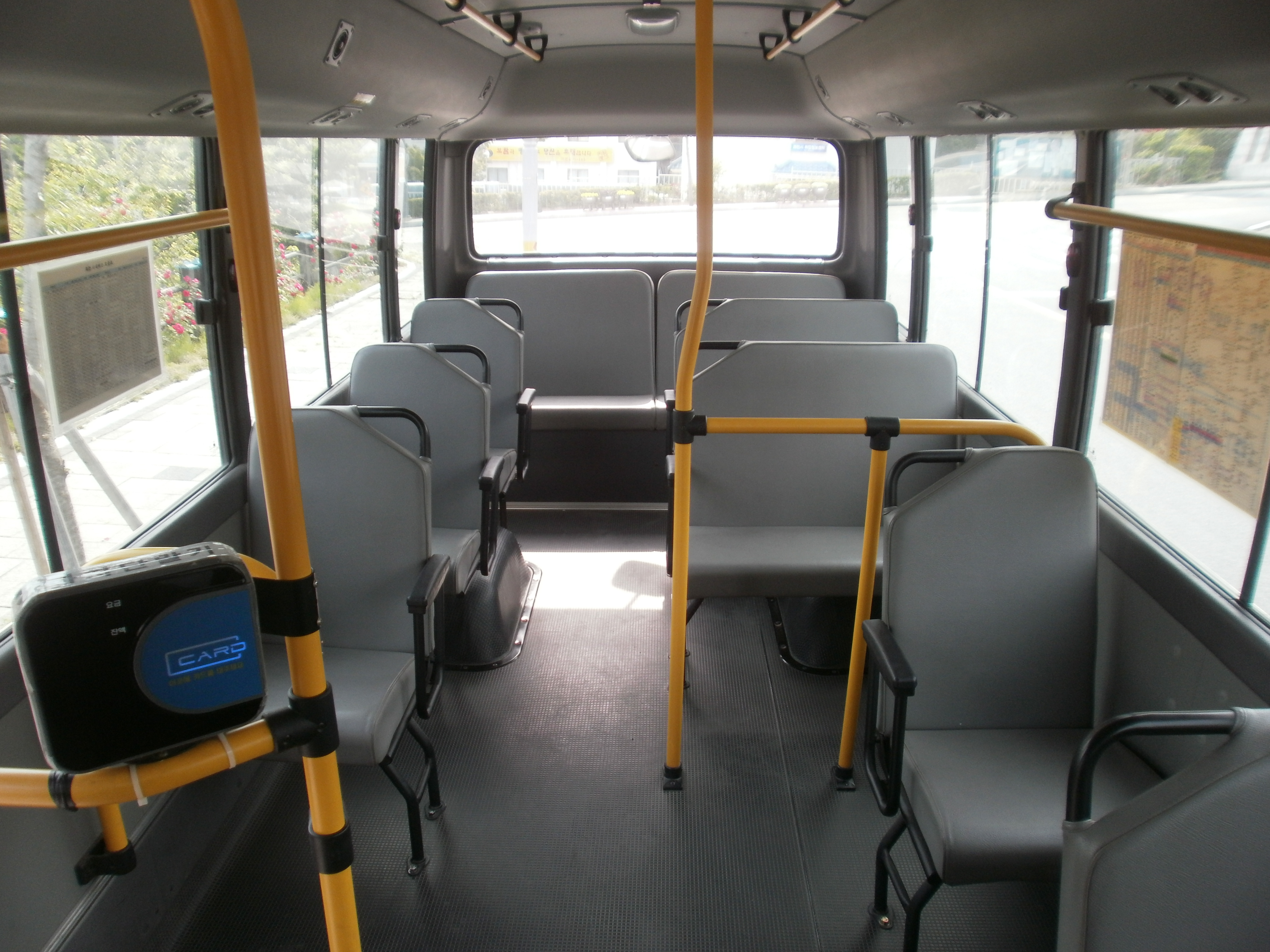
현대 카운티 내부
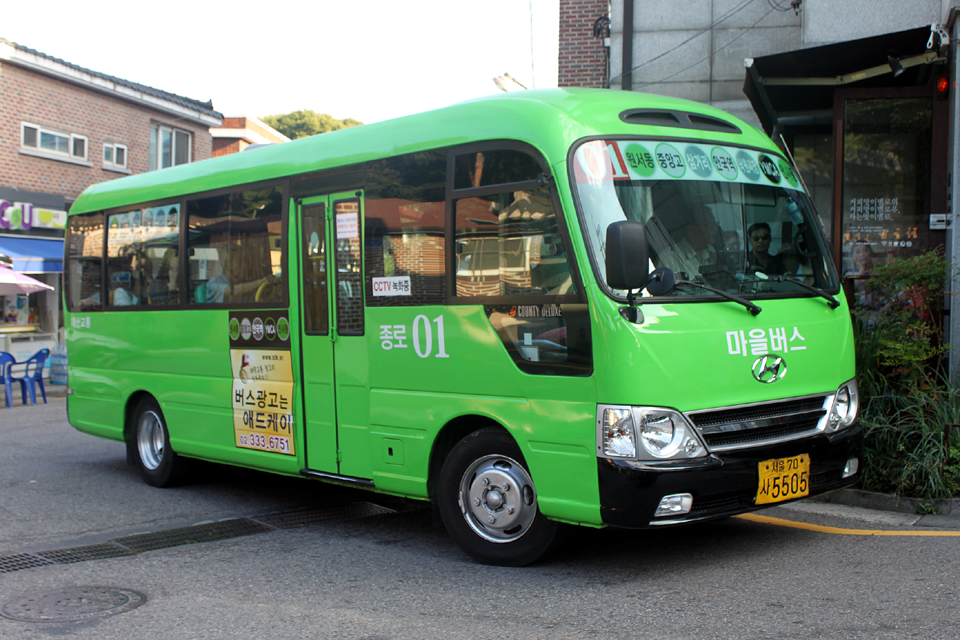
서울 대산교통 소속 종로01번 현대 e카운티 마을버스(퇴역)
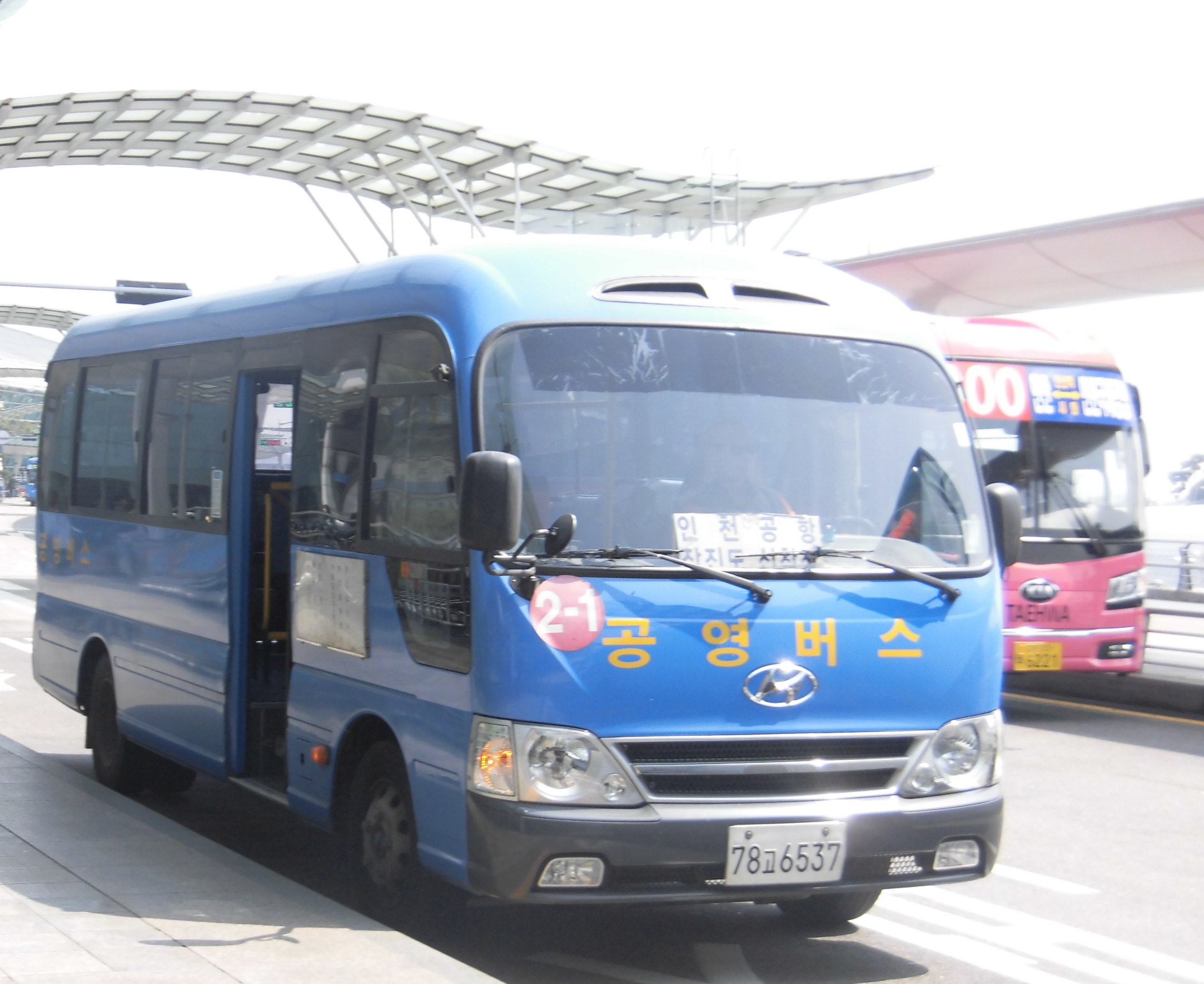
인천국제공항으로 진입하는 공영버스(퇴역)
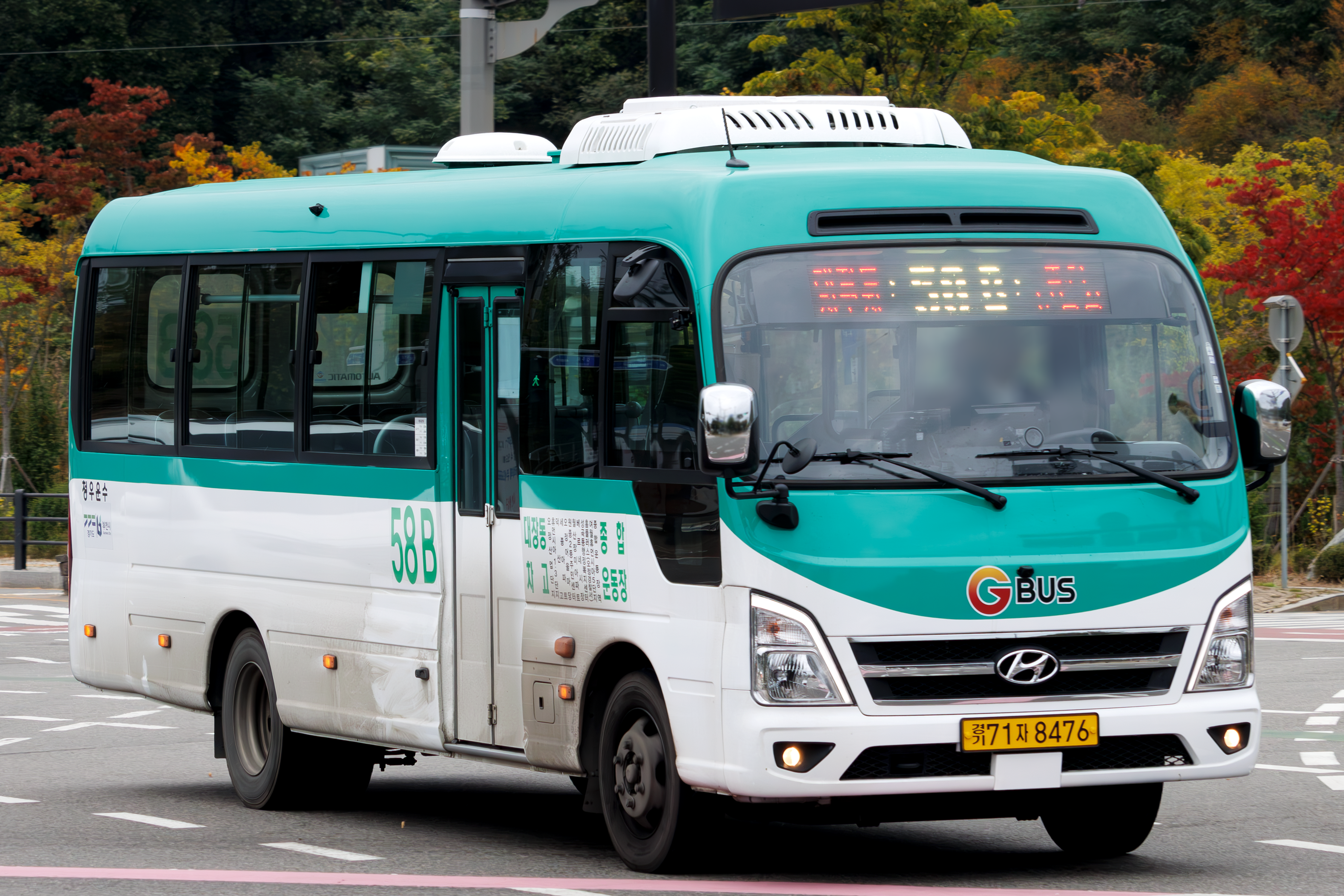
청우운수 소속 카운티 뉴 브리즈 차량
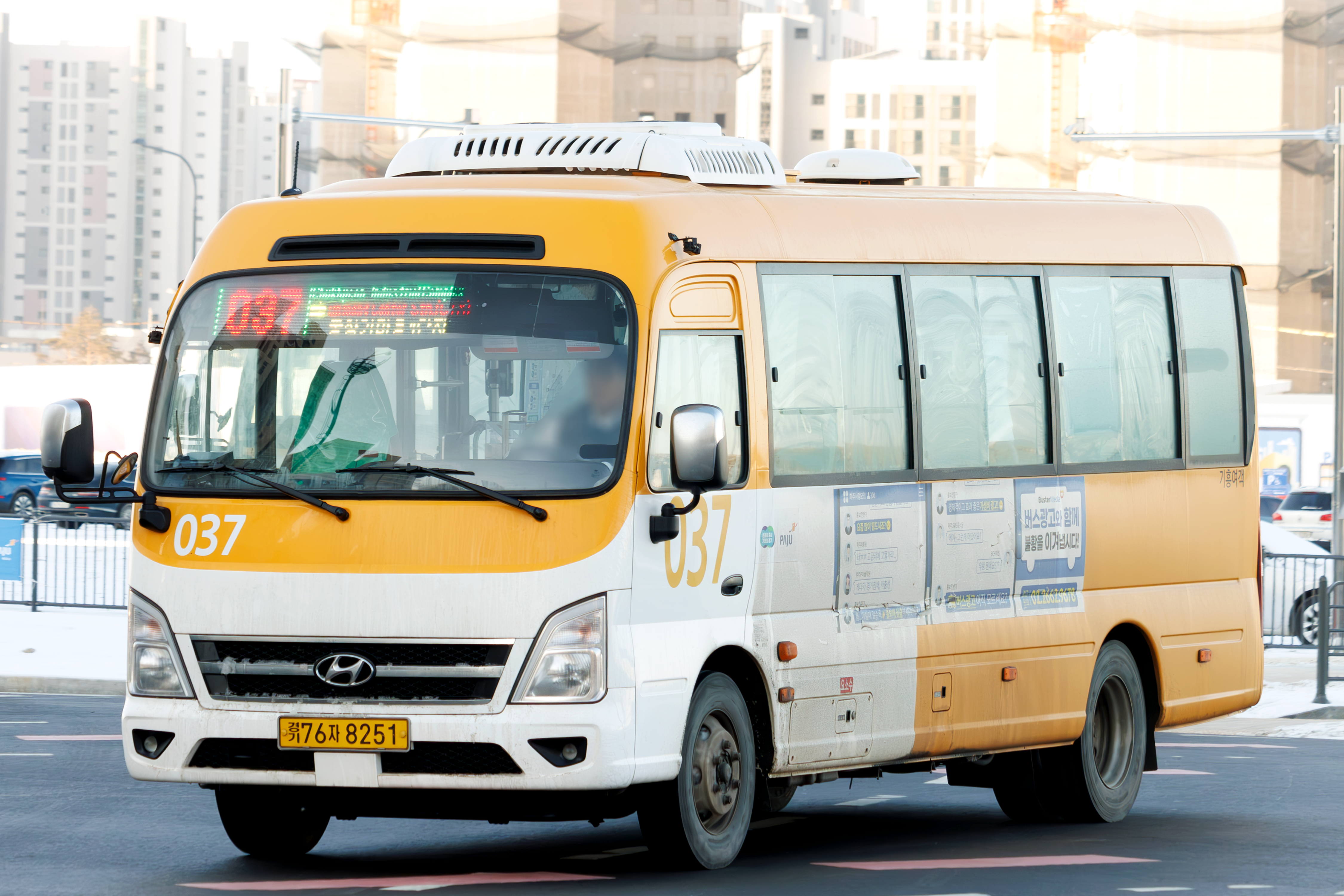
기흥여객 소속 카운티 뉴 브리즈 차량

## 경쟁 차종
- 기아자동차 - 기아 콤비
- 자일대우버스 - 자일대우 레스타
- 선롱버스 - 선롱 두에고
- 토요타 - 토요타 코스터
- 미쓰비시후소트럭 버스 - 미쓰비시후소 로자
- 닛산 자동차 - 닛산 시빌리안

## 같이 보기

### 일반 주제
- 토요타 코스터
- 현대 코러스

### 경쟁 차종
- 기아 콤비 (2002년까지)
- 자일대우 레스타 (2024년까지)